# سفیدشهر
سِفیدشهر شهری در بخش مرکزی شهرستان آران و بیدگل در استان اصفهان ایران است.

## تاریخچه
طبق نوشته سید محمد ساداتی نژاد، محقق و کارشناس تاریخ سفیدشهر در کتاب‌های نگینی بر حاشیه کویر، مروری بر تاریخ نصرآباد کویر و تاریخ سفیدشهر، نام قبلی سفیدشهر، در زمانی که این شهر، روستائی بیش نبود، نصرآباد کویر نام داشته است. در مورد وجه تسمیه نصرآباد، وجوه متعددی ذکر شده است. برخی نام آن را برگرفته از نصر بنیانگذار آن دانسته‌اند و گفته‌اند اولین ساکنین نصرآباد، مسیحی بوده‌اند.
وجه دیگر تسمیه آن که موید قدیمی بودن روستا و بازگشت تاریخ آن به دوران قبل از اسلام می‌باشد، از کلمه نرسه و نرسی و نرسه آباد و نرسی آباد می‌باشد که بعد از اسلام به تدریج تبدیل به نسیر آباد، نصیر آباد و نصرآباد شده است. نرسه در دین زرتشت، نام فرشته ای بوده که پیام آور وحی از اهورامزدا برای زرتشت بوده است. یکی از اسامی این روستا، نصرآباد سرپشته بوده است که به معنای نصرآباد سر بلندی بوده است، زیرا نصرآباد دقیقاً در کنار یک بلندی و تپه واقع شده بوده است. هم اگنون بر روی این بلندی، زیارتگاه بی بی سکینه خاتون و ساختمان قدیمی چهل دختران قرار دارد.

## علت نام گذاری
علت نام‌گذاری به نام سفید شهر را برخی به دلیل مرغوبی و سفیدی پنبه ی این شهر می‌دانند اما بعضاً این دلیل را رد کرده و دلایل مختلف دیگر می‌آورند. با این حال، به نظر می‌رسد علت این نامگذاری، کشت و پرورش پنبه در این شهر باشد.

## مکان‌های تاریخی
بناهایی در سفیدشهر وجود دارد که متعلق به دوره سلجوقیان، صفویان و قاجاریه می‌باشد از این رو می‌توان قدمت این شهر را تا ۱۰۰۰ سال تخمین زد
از بناهای تاریخی این شهر می‌توان به قدمگاه علی، زیارت بی بی سکینه خاتون، زیارت شاهزاده ابراهیم، خانه آل داوود، مسجد جامع سفیدشهر، آب انبار، قلعه وزیر، دکان حلوایی، شهر زیر زمینی طسمیحان و کلیسای مهرکده اشاره کرد.

## گویش
تمام مردم سفیدشهر از زبان فارسی استفاده می‌کنند.
مردم این شهر با لحجهٔ سفید شهری یا لهجه نصرآبادی سخن می‌گویند.
لهجه سفید شهری یا نصرآبادی لهجه ای شیرین مانند دیگر لهجه‌های اصفهان است.

## جمعیت
بر پایه سرشماری عمومی نفوس و مسکن در سال ۱۳۹۵ جمعیت این شهر ۵٬۸۰۴ نفر (۱٬۷۰۰ خانوار) بوده است.